# Глухий м'якопіднебінний носовий
Глухий м'якопіднебінний носовий — приголосний звук, що існує в деяких мовах. У Міжнародному фонетичному алфавіті записується як ⟨ŋ̊⟩ («ŋ» зі знаком глухості).